# Шемији (Алије)
Шемији (фр. Chemilly) насеље је и општина у централној Француској у региону Оверња, у департману Алије која припада префектури Мулен.
По подацима из 2011. године у општини је живело 631 становника, а густина насељености је износила 37,25 становника/km². Општина се простире на површини од 16,94 km². Налази се на средњој надморској висини од 212 метара (максималној 276 m, а минималној 206 m).

## Демографија
| 1962. | 1968. | 1975. | 1982. | 1990. | 1999. | 2011. |
| ----- | ----- | ----- | ----- | ----- | ----- | ----- |
| 411   | 427   | 405   | 496   | 608   | 561   | 631   |

График промене броја становника у току последњих година